# 別称
| ウィキペディアには「別称」という見出しの百科事典記事はありません（タイトルに「別称」を含むページの一覧/「別称」で始まるページの一覧）。 代わりにウィクショナリーのページ「別称」が役に立つかもしれません。 |